# 1950 Wempe
1950 Wempe eller 1942 EO är en asteroid i huvudbältet, som upptäcktes 23 mars 1942 av den tyske astronomen Karl Wilhelm Reinmuth i Heidelberg. Den har fått sitt namn efter Johann Wempe.